# Xylopia stenopetala
Xylopia stenopetala är en kirimojaväxtart som beskrevs av Daniel Oliver. Xylopia stenopetala ingår i släktet Xylopia och familjen kirimojaväxter. Inga underarter finns listade i Catalogue of Life.